# 24. pehotni polk (ZDA)
24. pehotni polk (angleško 24th Infantry Regiment; kratica 24th IR) je pehotni polk Kopenske vojske ZDA, ki je bil ustanovljen leta 1869 in je aktiven še danes.
1. bataljon, 24. pehotni polk je del 1. brigade 25. pehotne divizije od 24. avgusta 1995.